# Polietes koreicus
Polietes koreicus är en tvåvingeart som beskrevs av Park och Shinonaga 1985. Polietes koreicus ingår i släktet Polietes och familjen husflugor.
Artens utbredningsområde är Sydkorea. Inga underarter finns listade i Catalogue of Life.